# La Rampe (magazine)
Pour les articles homonymes, voir Rampe et La Rampe.
La Rampe, est un magazine théâtral illustré français, publié à Paris entre 1899 à 1908, puis de 1915 à 1937, dans une seconde formule dédiée aux spectacles.

## Histoire
Un premier magazine intitulé La Rampe, revue bimensuelle illustrée des théâtres est publié à Paris de juin 1899 à mars 1908, et est dirigé par Étienne Chiron et Lucien Kastor. Vendu 30 centimes, il fait suite à Les Feux de la rampe fondé en 1895 par Jean Raphanel et Maximin Roll. Il a comme supplément l’Almanach de la Rampe. Parmi les illustrateurs, on trouve Leonetto Cappiello.
Un second magazine reprend ce même titre, et est sous-titré « revue des théâtres, music-halls, concerts, cinématographes », et paraît du 30 décembre 1915 à juillet 1937. Vendu au départ 30 centimes, illustré de reproductions photographiques, il a pour directeur Georges Schmitt et Bernard de Puybelle. La parution est parfois irrégulière. Parmi les collaborateurs, on trouve Fabrice Delphi.